# Даруга Олександр Борисович
Олекса́ндр Бори́сович Дару́га (10 вересня 1961 — 12 квітня 2016, Київ) — український актор, кінорежисер, сценарист, телевізійний діяч.

## Життєпис
Народився 10 вересня 1961 року в Києві.
У 1993 році закінчив акторський факультет Київського державного інституту театрального мистецтва імені Івана Карпенка-Карого.
Здійснив 37 робіт у 27 проектах.
Працював актором в Ярославському драматичному театрі, театрах Москви, Сум, Севастополя.
Працював на каналі УТ-3, а згодом головним режисером телеканалу «Інтер».
Від січня 1997 до лютого 2007 року був бренд-войсом телеканалу «1+1», озвучував програму передач, а також анонси фільмів, серіалів і передач.
Від березня 2007 до січня 2008 року періодично замінив свого колегу Григорія Германа, який озвучував анонси фільмів та програм телеканалу ICTV.
Від 2004 року знімав переважно телесеріали й ігрові фільми.
Помер 12 квітня 2016 року у Києві.

## Режисерські роботи (в тому числі у співавторстві)
- «Леся+Рома» (2005—2006)
- «Леся+Рома. Не наїжджай на Діда Мороза!» (2006)
- «Маша і море» (2007)
- «Кольє для снігової баби» (2007)
- «Сьома пелюстка» (2007)
- «Мільйон від Діда Мороза» (2007)
- «Богун. Адвокатські розслідування» (2008)
- «Клоуни» (2008)
- «Загін Кочубея» (2008)
- «Сніг на голову» (2009)
- «Гербарій Маші Колосової» (2010)
- «Грізний час» (2010)
- «Три дні лейтенанта Кравцова» (2011)
- «Чужі мрії» (2011)
- «Смерть шпигунам. Лисяча нора» (2012)
- «Смерть шпигунам. Ударна хвиля» (2012)
- «Відразу після створення світу» (2013)
- «Метеорит» (2014)
- «Непідкупний» (2015)
- «Свій чужий син» (2016)

## Ролі в кіно
- «Бути братом» (1976)
- «Вантаж без маркування» (1984)
- «Круїз або розлучна подорож» (1991)
- «Жіночі сльози» (2006)
- «Богун. Адвокатські розслідування» (2007)
- «Сьома пелюстка» (2007)
- «Маша і море» (2007)
- «Кольє для снігової баби» (2007)
- «Метеорит» (2014)

## Озвучування

### Українською мовою
- «СВ-шоу» — диктор (озвучення, Студія 1+1)
- «Судові справи» — диктор (озвучення, МедСистем-Україна\Студія 1+1)
- «День народження Буржуя» (1—2 сезони) — читає зміст серій (озвучення, НТВ-Профіт\Студія 1+1)
- «Один за всіх» — диктор (озвучення, Screentime Partners Ltd.\Новий канал)

### Російською мовою
- «Брати до крові» — читає текст (російське озвучення, Студія 1+1)
- «Три дні лейтенанта Кравцова» — читає текст (російське озвучення, Star Media)